# 海伯
海伯，（費佛朗語：Haibos）是台灣過去生活在虎尾地區的華武壟族傳統信仰的主神。

## 簡述
在該地區族群的信仰中，海伯是世界上唯一的神，他創造了世界，並且擁有善惡兩面，影響族人的日常生活，族人如果遇見好事，會稱海伯為「好海伯」（mariohaibos）；如果碰到苦難或生病，就會稱其為「壞海伯」（rapishaibos），此一特性也讓後來的傳教士無法理解。
此外，海伯也會藉由祭司向族人傳達旨意，其中男祭司被稱為ma-aries，女祭司被稱為ma-arien（另有說法認為女祭司也可以用ma-aries稱呼），並且由亞當鳥向族人預言未來的吉凶。

## 妖魔化
在基督教勢力進入當地之後，海伯被傳教士形容為欺騙人的惡靈，是因為對抗上帝而墮落的天使，並且引誘亞當犯罪，謊稱自己是創造世界的神。